# Syndiamesa franzi
Syndiamesa franzi är en tvåvingeart som först beskrevs av Maurice Emile Marie Goetghebuer 1949.  Syndiamesa franzi ingår i släktet Syndiamesa och familjen fjädermyggor.
Artens utbredningsområde är Österrike. Inga underarter finns listade i Catalogue of Life.